# Хоризонт: Американска сага – Част 2
„Хоризонт: Американска сага – Част 2“ (на английски: Horizon: An American Saga – Chapter 2) е американски епичен уестърн филм от 2024 г. с участието на Кевин Костнър, който е и режисьор, продуцент и съсценарист. Той е вторият филм от едноименната филмова поредица и продължение на „Хоризонт: Американска сага – Част 1“. Освен Костнър във филма още участват Сиена Милър, Сам Уъртингтън, Джовани Рибизи, Ела Хънт, Уил Патън, Люк Уилсън, Изабел Фурман, Томас Хейдън Чърч, Глин Търман и Катлийн Куинлан.
Премиерата на втората част се очаква да излезе по кината в Съединените щати на 16 август 2024 г.

## Актьорски състав
- Кевин Костнър – Хейс Елисън
- Сиена Милър – Францес Китридж
- Сам Уъртингтън – първи лейтенант Трент Гепхарт
- Джовани Рибизи – Пикъринг
- Люк Уилсън – Матю Ван Уейдън
- Ела Хънт – Джулиет Ченси
- Уил Патън – Оуен Китридж
- Изабел Фурман – Даймънд Китридж
- Томас Хейдън Чърч
- Катлийн Куинлан – Ани Пайн
- Глин Търман